# Keystore
A Java KeyStore (JKS) egy biztonsági tanúsítványok tárolására szolgáló szoftver eszköz, amely egyaránt tartalmazhat autorizációs tanúsítványokat, ill. nyilvános kulcs tanúsítványokat. Ilyenek lehetnek pl. az SSL encryption-ben használt kulcsok.
Az Oracle Weblogic szerverben, egy jks kiterjesztéssel rendelkező fájl szolgál a kulcsok tárolására.
A Java Development Kit egy CAC kulcs tárolót tart fent a jre/lib/security/cacerts fájlban. A JDK egy keytool nevű eszközt biztosít a kulcs tároló kezelésére. A keytool-nak nincs olyan funkcionalitása, hogy a privát kulcsot ki lehessen szedni a tárolóból. Ez azonban lehetséges egy külső gyártó által gyártott jksExportKey nevű eszközzel.

## Fordítás
Ez a szócikk részben vagy egészben  a   keystore című angol Wikipédia-szócikk ezen változatának fordításán alapul.  Az eredeti cikk szerkesztőit annak laptörténete sorolja fel. Ez a jelzés csupán a megfogalmazás eredetét és a szerzői jogokat jelzi, nem szolgál a cikkben szereplő információk forrásmegjelöléseként.